# Japan Cup 2011
Der 20. Japan Cup (offiziell: Japan Cup Cycle Road Race) fand am 23. Oktober 2011 im japanischen Utsunomiya statt. Das Eintagesrennen war Teil der UCI Asia Tour 2012 und innerhalb dieser in die Kategorie 1.HC eingestuft. Damit erhielten die ersten fünfzehn Fahrer Punkte für die Asia-Rangliste, Fahrer von ProTeams waren nicht berechtigt, Punkte einzufahren. Die Gesamtdistanz des Rennens betrug 151,3 Kilometer.

## Teilnehmer
Am Start standen vier ProTeams, für die das Rennen den Saisonabschluss 2011 bedeutete, neun Continental Teams und eine japanische Nationalmannschaft. Bekannte teilnehmende Fahrer waren unter anderen Ivan Basso von Liquigas-Cannondale, der Schwede Gustav Erik Larsson und der Australier Richie Porte von Saxo Bank SunGard, Damiano Cunego von Lampre-ISD, Paolo Tiralongo und Roman Kreuziger vom Pro Team Astana, Yukiya Arashiro vom Nationalteam oder der Iraner Amir Zargari vom Azad University Cross Team. Titelverteidiger Daniel Martin stand in diesem Jahr nicht am Start. Deutschsprachige Fahrer waren nicht am Start.
| ProTeams Liquigas-Cannondale Saxo Bank SunGard Lampre-ISD Pro Team Astana | Continental Teams Jelly Belly Cycling Genesys Wealth Advisers Azad University Cross Team Team Nippo Aisan Racing Team | Bridgestone-Anchor Matrix Powertag Shimano Racing Team Utsunomiya Blitzen Nationalmannschaften Japan |

## Strecke und Rennverlauf
In der Stadt Utsunomiya nördlich von Tokio fand der Japan Cup 2011 auf einem 14,1 Kilometer langen Rundkurs statt, der zehn Mal befahren werden musste. Hinzu kam dann noch eine abschließende Runde von 10,3 Kilometern. Jede Runde wartete zu Beginn mit einem Anstieg auf, bei dem ungefähr 125 Höhenmeter überwunden werden mussten. Auch gegen Ende jeder Runde folgte noch einmal ein kleinerer Anstieg mit ungefähr 50 Höhenmetern. Insgesamt waren 151,3 Kilometer auf der topografisch nicht einfachen Strecke zurückzulegen.
Überraschend konnte der Australier Nathan Haas von den Genesys Wealth Advisers das Rennen im Sprint einer elf Fahrer umfassenden Spitzengruppe für sich entscheiden. Eine Woche nach dem Gewinn der Herald Sun Tour in seiner Heimat war es der zweite wichtige Sieg für Haas innerhalb kürzester Zeit, was ihm wenig später einen Vertrag für 2012 beim ProTeam Garmin-Cervélo einbrachte. Der Australier bezwang die Einheimischen Taiji Nishitani und Junya Sano. Bester Fahrer eines ProTeams war Damiano Cunego als Vierter. Ivan Basso wurde Zehnter, insgesamt lagen vier Japaner unter den Top Zehn.

## Endstand
|     | Fahrer            | Nation     | Team                    | Zeit         | Punkte Asia-Tour |
| --- | ----------------- | ---------- | ----------------------- | ------------ | ---------------- |
| 1.  | Nathan Haas       | Australien | Genesys Wealth Advisers | 4:08:53 h    | 100              |
| 2.  | Taiji Nishitani   | Japan      | Aisan Racing Team       | gleiche Zeit | 70               |
| 3.  | Junya Sano        | Japan      | Team Nippo              | gleiche Zeit | 40               |
| 4.  | Damiano Cunego    | Italien    | Lampre-ISD              | gleiche Zeit | 30 (0)           |
| 5.  | Yūsuke Hatanaka   | Japan      | Shimano Racing Team     | gleiche Zeit | 25               |
| 6.  | Manuele Mori      | Italien    | Lampre-ISD              | + 0:02 min   | 20 (0)           |
| 7.  | Damiano Caruso    | Italien    | Liquigas-Cannondale     | gleiche Zeit | 15 (0)           |
| 8.  | Miyataka Shimizu  | Japan      | Bridgestone-Anchor      | + 0:04 min   | 10               |
| 9.  | Cristiano Salerno | Italien    | Liquigas-Cannondale     | + 0:07 min   | 9 (0)            |
| 10. | Ivan Basso        | Italien    | Liquigas-Cannondale     | + 0:09 min   | 8 (0)            |
| 11. | Yukiya Arashiro   | Japan      | Japan                   | gleiche Zeit | 7                |